# Costantino VI d'Armenia
Costantino VI d'Armenia,  ((HY)  Կոստանդին, traslitterazione dall'armeno occidentale: Gosdantin o Kostantine; ... – 1373), fu re della Piccola Armenia, dal 1363 fino alla morte.

## Biografia

### Infanzia

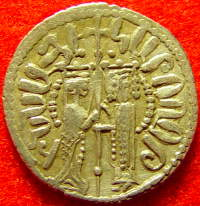
Moneta raffigurante il re Aitone con la regina Zabel

Secondo il Recueil des historiens des croisades. Documents arméniens. Tome second Costantino discendeva dagli Hetumidi, era figlio del Signore del Neghir, Aitone e della moglie di cui non si conoscono né il nome né gli ascendenti.

Aitone di Neghir, secondo lo storico ungherese Weyprecht Hugo von Rüdt von Collenberg era figlio di Costantino, signore di Neghir e di Pertzerpert, e di una figlia del re di Cipro e re di Gerusalemme, Ugo III, quindi era cugino di Costantino V, discendeva da Costantino, signore di Barbaron e padre del re Aitone I; , ciononostante, forse per la nonna materna, viene considerato il terzo re della casata dei Lusignano, anche dal Ulwencreutz's The Royal Families in Europe.
Comunque su questo re e sul suo nome, non vi sono certezze:
- Nel Recueil des historiens des croisades. Documents arméniens. Tome premier, viene citato col nome di Leone[5];
- Les familles d'outre-mer lo citano col nome di Drago[6].

### Matrimonio
Nel 1369 aveva sposato Maria de Oghruy ( † dopo il 1377), nipote di Oscin, signore di Corico, e di Giovanna di Taranto, come conferma la Cronaca di Giovanni Dardel riportando che la moglie di Costantino VI era "cugina della regina Giovanna I di Napoli e del Principe di Taranto".
Dopo essere rimasta vedova, verso il 1375, Maria de Oghruy si sposò in seconde nozze con Matteo Chappes, fatto cavaliere da Leone VI.

### Re latino d'Armenia

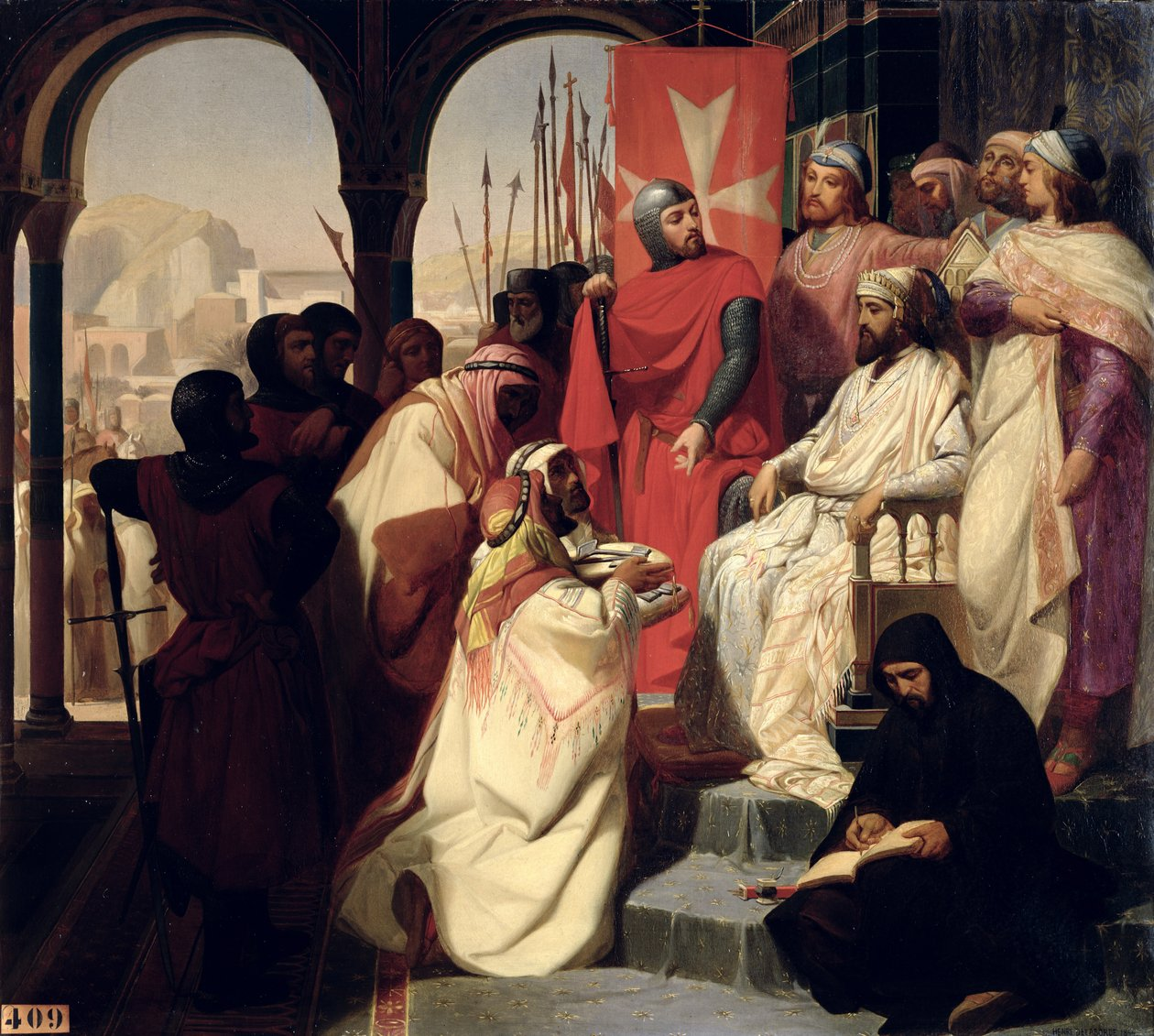
Costantino V d'Armenia sul suo trono con gli ospitalieri. Dipinto nel 1844 da Henri Delaborde: Les chevaliers de Saint-Jean-de-Jerusalem rétablissant la religion en Arménie.

Quando morì il suo cugino germano, il re Costantino V, i baroni, irritati per la mancanza di aiuto da parte dei Latini, rifiutarono la corona ad un pretendente Lusignano e la diedero invece a Costantino.

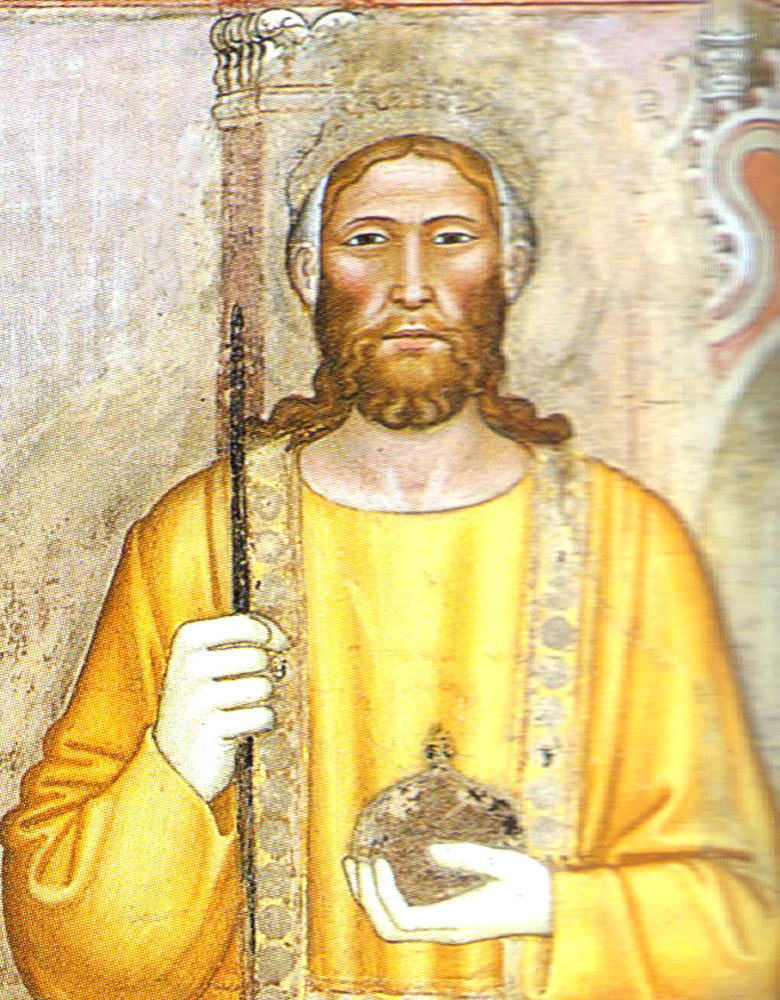
Ritratto di Pietro I di Lusignano di Andrea di Bonaiuto
Affresco del Cappellone degli Spagnoli della Basilica di Santa Maria Novella, Firenze, 1366

Costantino riprese Corico ai mamelucchi con l'aiuto del re di Cipro Pietro I. In seguito Pietro I intraprese una spedizione in Egitto, prese e saccheggiò Alessandria ma dovette poi evacuare mancando di forze sufficienti. 

Questi avvenimenti son narrati sia da Les familles d'outre-mer, che dalla Chroniques d'Amadi et de Strambaldi. T. 1 e dalla Chronique de l'Île de Chypre.
Senza aiuti l'Armenia venne invasa e presto ridotta a due sole città, Sis e Anazarbe. Costantino VI, scoraggiato, negoziò la cessione del regno ai mamelucchi.

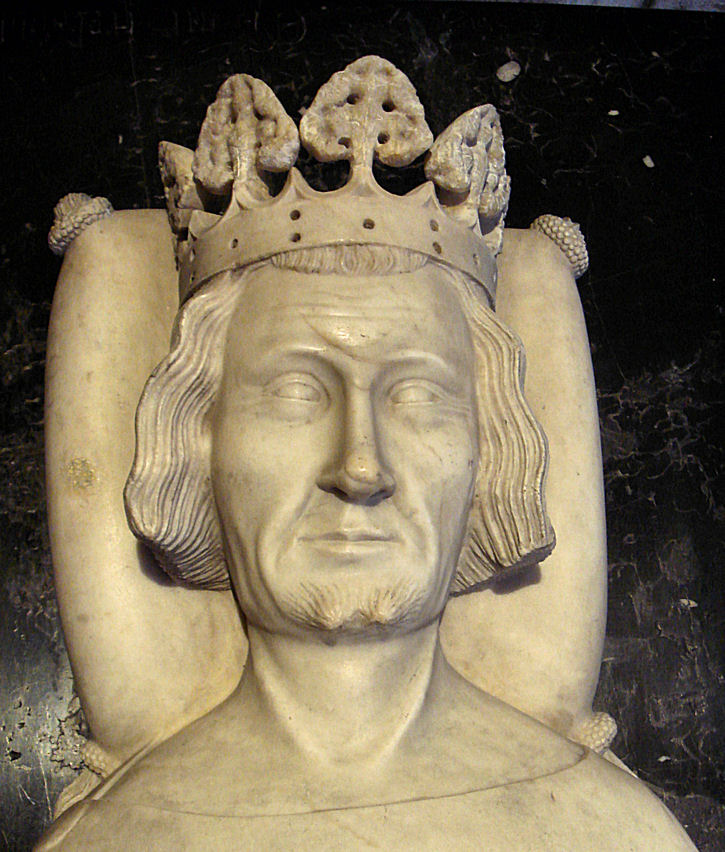
Busto di Leone VI d'Armenia

### Morte
Costantino VI venne assassinato, nell'aprile 1373, dai nobili armeni che non accettavano la resa.
A Costantino VI succedette un lontano cugino, Leone VI che sarà l'ultimo re della Cilicia armena.

## Discendenza
Costantino da Maria de Oghruy non ebbe discendenza.

### Fonti primarie
- (FR)  Recueil des historiens des croisades. Historiens occidentaux. Tome premier.
- (FR)  Recueil des historiens des croisades. Historiens occidentaux. Tome second.
- (IT)  Chroniques d'Amadi et de Strambaldi. T. 1.
- (IT)  Chronique de l'Île de Chypre.

### Letteratura storiografica
- (FR)  Les familles d'outre-mer.
- (EN)  Ulwencreutz's The Royal Families in Europe.
- (EN) Thomas Sherrer Ross Boase, The Cilician Kingdom of Armenia, Edimburgo, Scottish Academic Press, 1978, ISBN 0-7073-0145-9.

- (FR) René Grousset, L'Empire du Levant: Histoire de la Question d'Orient, Parigi, Payot, 1949,  pp. 402-3, ISBN 2-228-12530-X.